# Weißenborner Tunnel
Der Weißenborner Tunnel, auch Tunnel Stöckey oder Lüderoder-Tunnel, ist ein 204 m langer Eisenbahntunnel im thüringischen Landkreis Eichsfeld und wurde 1911 freigegeben. Er gehört zu der 1911 fertiggestellten Bahnstrecke Bleicherode–Herzberg und wurde 1972 mit der Teilstrecke Bischofferode–Zwinge stillgelegt. Der Tunnel lag zur Bauzeit noch in der Gemarkung des bis 1923 selbständigen Ortes Lüderode.

## Lage
Er liegt in einem kurvenreichen Streckenabschnitt zwischen Weißenborn-Lüderode und Stöckey. Der Tunnel unterquert den Heuberg östlich von Weißenborn-Lüderode auf einer mittleren Höhenlage von 255,5 m ü. NN. Der Tunnel hat eine Überdeckung von etwa 15 m, der Bergbereich über dem Tunnel selbst wird landwirtschaftlich genutzt. Die Abschnitte vor den beiden Tunnelportalen befinden sich in engen Taleinschnitten. Unmittelbar südlich verläuft die Landesstraße zwischen Bischofferode bzw. Stöckey und Weißenborn-Lüderode.

## Besonderheiten
Der Tunnel ist mit Klinkermauerwerk ausgekleidet, die Portale bestehen aus Sandsteinquadern. Nach der Stilllegung der Bahnstrecke und dem Abbau der Gleisanlagen wurde der Tunnel nach als Lager für landwirtschaftliche Produkte der nahen LPG genutzt. Heute ist der Tunnel auf der alten Streckentrasse noch begehbar.